# Jul i Kroatien
Julen i Kroatien är en kristen tradition som firas till minne av Jesu födelse. Julens höjdpunkt infaller på juldagen den 25 december och firas till trettondedag jul den 6 januari. Tiden från första advent präglas av förberedelser inför jul.
Julhögtiden i Kroatien är en blandning av kristna och sekulära traditioner. Den har tagit intryck främst från den romersk-katolska kyrkans seder och bruk men också äldre slavisk och centraleuropeisk folktro. Flera av traditionerna som praktiseras återfinns i andra västkristna länder. Det finns många regionala och lokala avvikelser i julfirandet. I artikeln presenteras de traditioner som vanligtvis förknippas med julfirandet i Kroatien och om inget annat anges praktiseras i merparten av landet.

## Historia och beskrivning
De nutida jultraditionerna i Kroatien har sina rötter från 1800-talet. I Kroatien har julfirandet en mer kristen prägel och är mindre kommersiellt än i exempelvis nordiska länder. Julen firas tillsammans med familj och vänner. Liksom i Sverige och den övriga kristna världen blir dock kommersiella inslag med dyra julklappar allt vanligare. I de familjer där presentutdelning praktiseras är det enligt traditionen jultomten (kr. Djed Božićnjak) och mer sällan Jesusbarnet (kr. mali Isus) som kommer med dessa på juldagen den 25 december. Traditionen med Jesusbarnet härstammar från Tyskland och Österrike där vissa barn på motsvarande sätt får presenter från Christkind. Förutom på juldagen brukar barn få presenter i form av godis och frukt på sankt Nikolaus dag den 6 december.

## Jultraditioner och julens kalender

### Advent
Advent (kr. došašće eller advent) inleds fjärde söndagen före jul och perioden fram till den 25 december präglas av förberedelser inför julfirandet. I vissa delar av landet (och även bland kroater i Bosnien och Hercegovina) inleds julfirandet traditionsenligt på sankta Katarina av Alexandrias dag den 25 november. Under hela adventstiden organiseras tidiga morgonmässor (singular kr. zorica, plural kr. zorice) i landets romersk-katolska kyrkor och en rik repertoar av speciella adventssånger framförs.
Beroende på landsdel är sankta Barbaras dag den 4 december och Luciadagen den 13 december förknippade med olika traditioner och ritualer, i synnerhet på landsbygden, då grannar och bekanta avlägger visiter och tillönskar varandra lycka och välgång.

#### Adventskrans

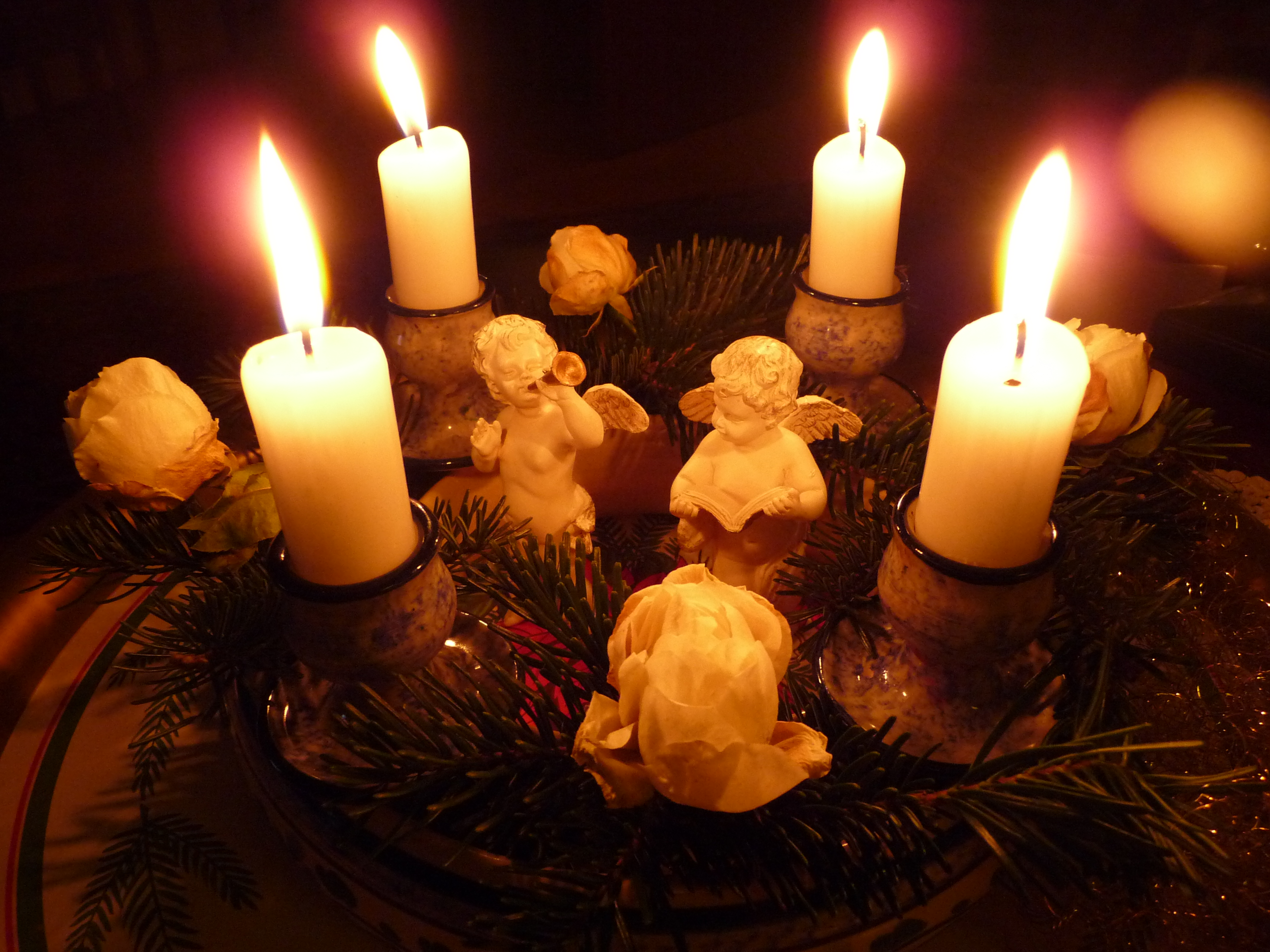
Adventskrans.

Sedan slutet av 1900-talet har traditionen att ha en adventskrans vuxit sig allt starkare i Kroatien. Adventskransen har samma funktion som adventsljusstaken i Sverige och placeras centralt på bordet eller någon annan framstående plats. Adventskransen består av en krans sammanbundet städsegrönt växtmaterial (i regel barrväxter) och fyra levande ljus. Första advent tänds ett av ljusen på adventskransen. Andra advent tänds både det första ljuset samt det som finns bredvid det tidigare och så vidare fram till fjärde advent då alla ljusen är tända. Eftersom ljusen har brunnit olika länge har det vid fjärde advent hunnit bildas en "trappa" av ljusen. Adventskransens form och utseende liksom ljusens färg kan variera. I regel används fyra lite tjockare ljus men varianter med smala och höga ljus finns också. Ljusen är vanligtvis vita och/eller röda men vissa har adventskransar med tre lila och ett rosa ljus. Inom den romersk-katolska kyrkan är lila eftertanken, lidandets och botgöringens färg. I denna uppsättning tänds det rosa ljuset den fjärde advent.

#### Julvete

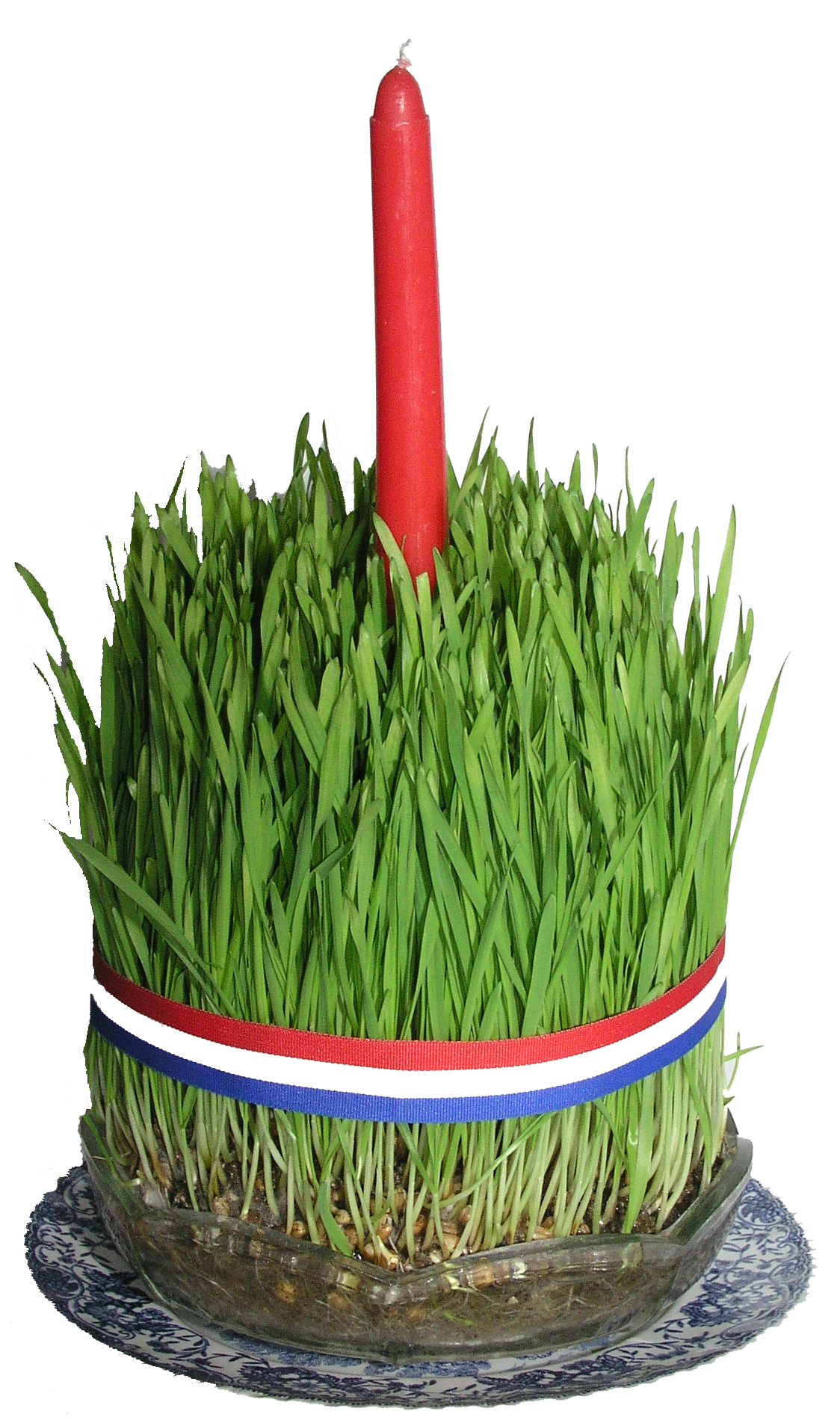
Julvete med ett band i den kroatiska trikolorens färger.

I adventstiden sås julvetet (kr. Božićna pšenica). Enligt denna ursprungligen förkristna tradition som idag är förknippad med det traditionella julfirandet blötläggs vetefrön på ett fat eller i kruka. Beroende på traditionen eller landsdel sås vetet antingen på sankta Barbaras dag den 4 december eller mer vanligare på Luciadagen den 13 december. Fröna gror i antingen jord eller bomull. Fatet eller krukan placeras vanligtvis på bordet och ibland sätts ett ljus i mitten av sådden. På juldagen har det stuckit upp cirka tio centimeter långa strån. Enligt traditionen knyts då ett band som går i den kroatiska trikolorens färger (rött, vitt och blått) runt stråna. Om ett ljus används är det på juldagen det tänds. Enligt folktron väntar ett lyckosamt år om groddarna tagit sig väl och stråna vuxit sig långa. Traditionen påbjuder att stråna och groddarna ges till fåglarna efter jul då det "heliga" julvetet inte bör kastas i soptunnan.

#### Sankt Nikolaus

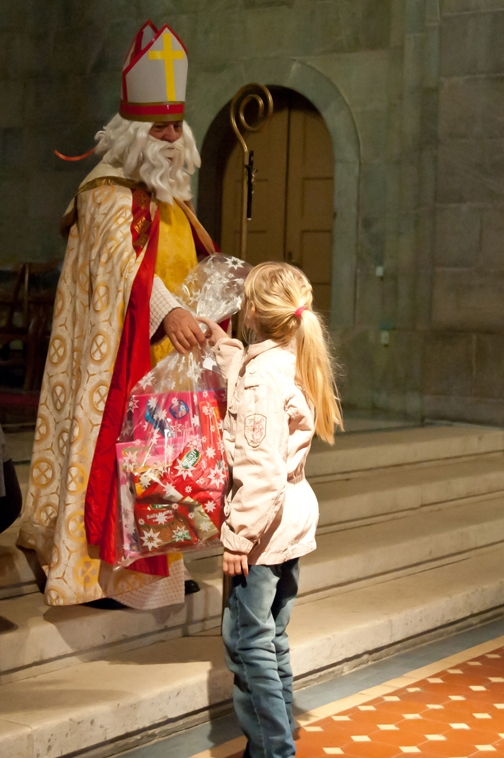
Sankt Nikolaus delar ut presenter till barn i en kyrka i Opatija år 2011.

På sankt Nikolaus dag den 6 december kommer Sankt Nikolaus med presenter till alla snälla barn. Enligt traditionen bör alla barn dagen innan han kommer putsa sina skor och placera dem vid fönstergaveln. Fönstret lämnas på glänt så att sankt Nikolaus under natten kan titta in. Har barnet/barnen varit snälla och putsat sina skor ordentligt får de godis och/eller leksaker i eller bredvid sina finputsade skor. Ibland lämnas ett (vanligtvis gyllene) risknippe i skorna som en påminnelse om vikten av att vara snäll. Risknippet blir mycket stort om barnet/barnen har varit olydiga under året. Sankt Nikolaus följeslagare är änglar eller mer vanligen den djävulslika Krampus, en figur som kommer från adventsfolktron i det alpina och föralpina området.
Sankt Nikolaus dag är traditionellt den främsta presentutdelningsdagen. Sedan slutet av 1900-talet är det dock allt vanligare med presentutdelning och utbyte av presenter på juldagen.

### Julafton
Julafton (kr. Badnja večer eller Badnjak) den 24 december firar de flesta tillsammans med familj och/eller vänner. Det kroatiska ordet för julafton kommer från verbet bdjeti med betydelsen 'att vaka'. Dagen symboliseras av förberedelser inför juldagen som är julens höjdpunkt. I de flesta hem är det på julafton som granen tas in i huset och kläs och julmaten tillagas och förbereds.

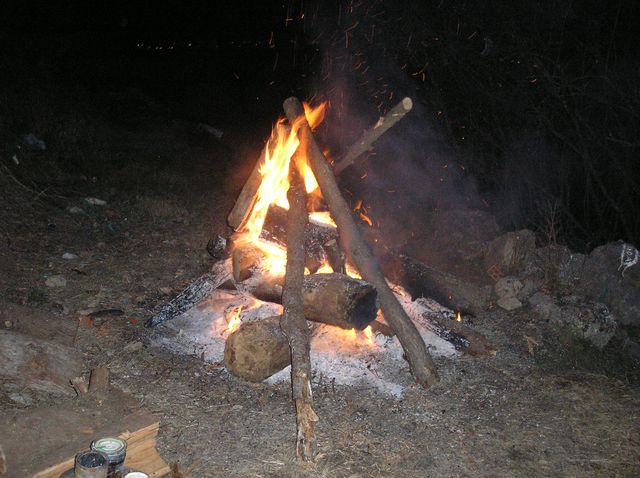
Vedtockar.

Enligt äldre tradition var det tidigare brukligt inte minst på landsbygden att ta in tre vedstockar på julafton och placera dem vid den öppna spisen. Stockarna representerade treenigheten och användes för att ta eld från den öppna spisen och tända ljus. På samma sätt fördes halm in huset och fördelades på golvet, vanligtvis under matbordet, för att påminna om Jesu födelse i ett stall. Av halmen som blev över tillverkades kransar som symboliserade fruktbarhet och god skörd. Av denna sedvänja lever traditionen att placera halmstrån under bordsduken på julafton för att påminna om krubban i Betlehem.
Traditionen att ha en julgran härstammar från Tyskland och har praktiserats i Kroatien sedan 1800-talet. Innan dess påbjöd traditionen att husen dekorerades med blommor och frukter, främst äpplen, plommon och päron. Detta bruk ersattes dock av julgranen som vanligtvis bärs in i huset och kläs med sedvanlig juldekoration på julafton. Granen dekoreras ibland med licitarhjärtan. Hjärtana är fint dekorerade och tillverkade i ett ätbart material. De hängs dock först och främst upp ur dekorationssynpunkt. Julgranen får stå kvar till trettondag jul då julen officiellt är över.
Enligt romersk-katolsk tradition äts inte kött på julafton utan maten består av fisk, vanligtvis torsk (kr. bakalar) som förberetts på ett vis att det påminner om lutfisk. En central del på middagsbordet har julaftonsbrödet (kr. Badnji kruh) som består av honung, nötter och torkad frukt.
Julafton kulminerar men julnattsmässan (kr: polnoćka). Under mässan sjungs både inhemska och internationellt igenkännbara julsånger.

### Juldagen
Juldagen (kr. Božić med betydelsen "lilla Gud") är julens höjdpunkt. Denna dag önskar man sin familj och vänner en god jul (kr. Sretan Božić eller Čestit Božić). Många deltar i julottan.

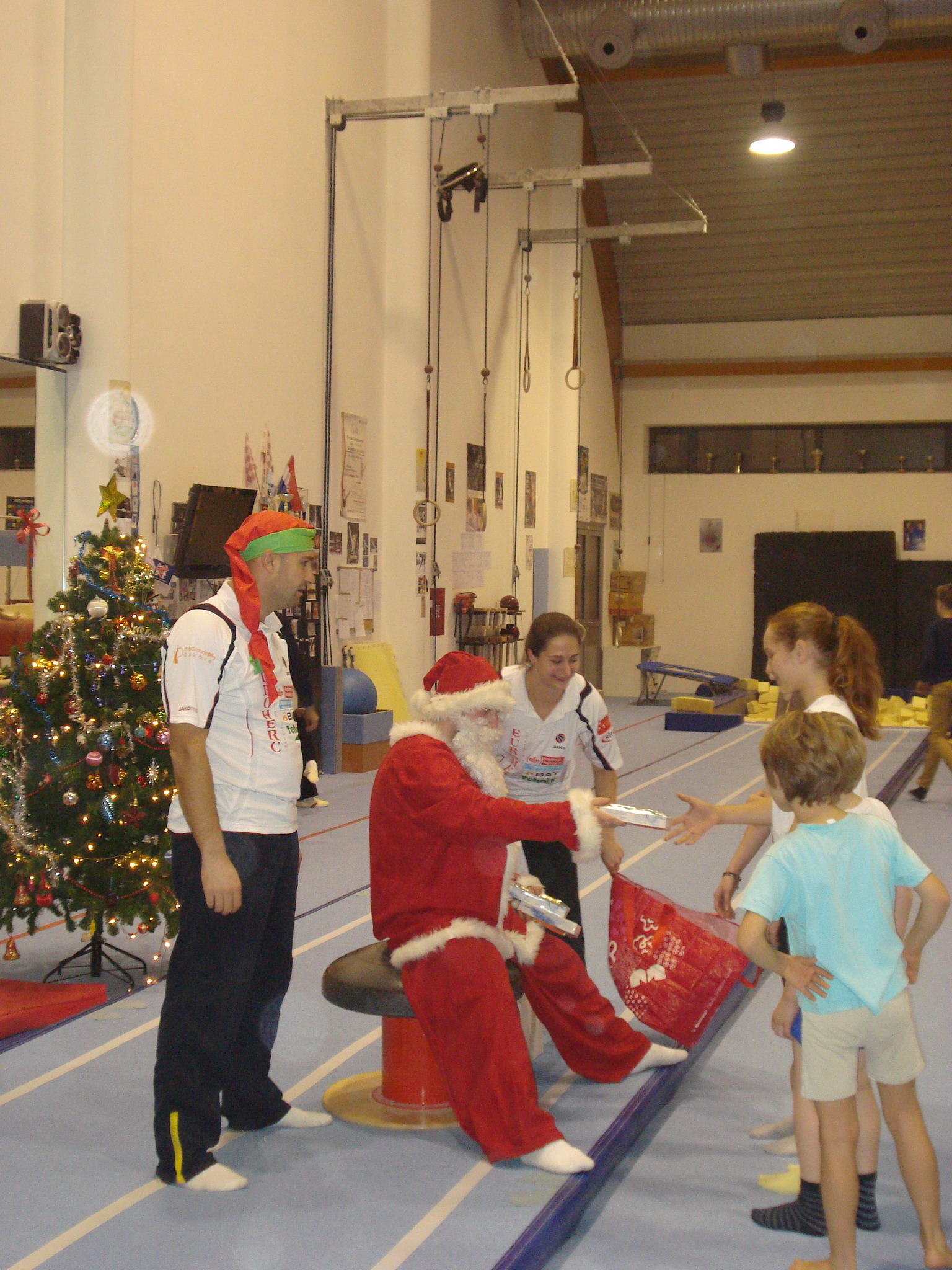
Djed Božićnjak (Jultomten) på besök i en skola i Nedelišće där unga gymnaster får julklappar.

På juldagen har de flesta familjer någon form av presentutdelning. Enligt traditionen är det jultomten (kr. Djed Božićnjak med betydelsen 'Farfar/Morfar Jul') som kommer med dessa. I vissa hem är det Jesusbarnet (kr. mali Isus). Ritualerna kring presentutdelningen kan variera. Det vanligaste är att julklapparna redan ligger under granen på morgonen.
Den traditionella julmiddagen kan bestå av gris, kalkon eller både och beroende vilken region julfiraren kommer ifrån eller vilka traditioner som praktiseras i familjen. Den centrala delen på julbordet har det glaserade julbrödet (ej att förväxla med julaftonsbrödet). Julbrödet består av bland annat muskot, russin och mandel och är format till en rosenkrans. Många placerar ett ljus i mitten av brödet och det står på bordet fram till trettondag jul (den 6 januari) då julen anses vara över och brödet delas och äts av alla i familjen. Annan mat som kan ingå i julmiddagen är sarma (kåldolmar fyllda med kött och ris), olika typer av stekt kött, inhemsk korv, panceta, ost, pršut (lufttorkad skinka), kulen (kryddig korv) liksom olika sorters kakor som bakats på julafton, till exempel fritule.